# Aurora (Missouri)
Aurora is een plaats (city) in de Amerikaanse staat Missouri, en valt bestuurlijk gezien onder Lawrence County.

## Demografie
Bij de volkstelling in 2000 werd het aantal inwoners vastgesteld op 7014.
In 2006 is het aantal inwoners door het United States Census Bureau geschat op 7377, een stijging van 363 (5,2%).

## Geografie
Volgens het United States Census Bureau beslaat de plaats een oppervlakte van
14,2 km², geheel bestaande uit land. Aurora ligt op ongeveer 380 m boven zeeniveau.

## Plaatsen in de nabije omgeving
De onderstaande figuur toont nabijgelegen plaatsen in een straal van 20 km rond Aurora.

## Geboren
- Don S. Davis (1942-2008), acteur